# Samkristall
Samkristaller (eng. cocrystal) är kristallint material bestående av minst två komponenter som bildar en fas och inte hålls samman av jonbindning som i salter, utan av andra icke-kovalenta bindningar. Intresset för samkristaller har ökat kraftigt på senare år. Genom att göra samkristaller av intressanta kemiska ämnen, t.ex. läkemedelssubstanser, kan man förbättra fysikaliska egenskaper som löslighet, hygroskopicitet, stabilitet liksom mer tekniska egenskaper som kompaktering, pulverflytförmåga, filtrerbarhet etc. Salter har länge använts i detta syfte, men med samkristaller utökas de möjliga alternativen betydligt och de kan även tillämpas på ämnen som inte kan bilda salter.

## Definition
Även om den exakta definitionen av samkristaller fortfarande diskuteras i den vetenskapliga litteraturen, råder enighet om att de är homogena, enfas kristallstrukturer bestående av två eller flera komponenter där arrangemanget i kristallgittret inte baseras på jonbindning som i salter utan på andra icke-kovalenta bindningar. Komponenterna kan vara såväl atomer som joner eller molekyler. I denna definition ryms olika typer av kristaller som t.ex. hydrat, solvat, inklusionsföreningar, kanalföreningar, klatrat och andra typer av värd-gäst-komplex.
Ofta anges i definitionen av samkristaller att de ska ha en definierad stökiometri, dvs. att det kvantitativa förhållandet mellan komponenterna är konstant och givet av själva kristallstrukturen. I den vetenskapliga litteraturen har dock beskrivits former som bäst klassificeras som samkristaller men där vissa komponenter (vanligen snarlika i struktur) kan variera kvantitativt inom vissa gränser på en given position i kristallgittret (fasta lösningar).  Vanligtvis råder dock ett strikt kvantitativt förhållande mellan komponenterna i en samkristall.
Hydrat och solvat uppfyller de beskrivna kriterierna för att betraktas som samkristaller. Många fasta ämnen isoleras i praktiken sedan länge som hydrat eller solvat. Dessa kristallformer är vanligen inte resultatet av ett systematiskt sökande efter en lämplig samkristall utan av ett val av slutligt lösningsmedel utifrån andra kriterier. Det har därför funnits en ovilja att inkludera dessa former i begreppet samkristaller. Därför har det föreslagits att definitionen av samkristaller också skulle innefatta ett krav på att de ingående komponenterna skulle vara fasta ämnen (och inte flytande) vid normal rumstemperatur.  Detta har i sin tur kritiserats som godtyckligt och ovetenskapligt.  Det olämpliga i en sådan definition illustreras också av att inte bara lösningsmedel exkluderas utan även andra tänkbara komponenter i samkristaller. Som exempel kan nämnas att den aktiva läkemedelssubstansen valproinsyra är flytande vid rumstemperatur men ingår i samkristaller i läkemedel.

## Historia
Friedrich Wöhler beskrev 1844 materialet kinhydron vilket är en samkristall av p-bensokinon och hydrokinon i molproportionerna 1:1. Under slutet av 1800-talet och början av 1900-talet upptäcktes många samkristaller. Många av dem rapporterades i boken Organische Molekulverbindungen av Paul Pfeiffer utgiven 1922. Han delade in samkristaller i två kategorier, dels de rent organiska och dels de oorganiska/organiska. En övervägande del av de rent organiska utgjordes av aromatiska föreningar ofta med flera nitro-grupper. Detta tydde på att s.k. Π-Π-interaktion mellan de aromatiska systemens delokaliserade elektroner var viktig för bildningen av samkristaller. Emellertid fann man ett antal samkristaller av eukalyptol, en förening som saknar aromatiska strukturer och man kunde därför sluta sig till att sådana interaktioner inte var nödvändiga.
Studiet av samkristaller har ökat markant, särskilt under de senaste decennierna. Det gäller inte minst samkristaller tänkta för farmaceutiska tillämpningar,  och antalet samkristaller i den omfattande kristallografiska databasen Cambridge Structural Database har flerfaldigats mellan 1988 och 2007.

## Egenskaper
Samkristaller karakteriseras med samma metoder som andra fasta former beroende på vad materialet ska användas till. Det kan t.ex. vara smältpunkt, olika former av stabilitet (såsom fuktighetsstress, kemisk stabilitet, termisk stabilitet, stabilitet i lösning (att inte återkristallisera)), löslighet, inneboende upplösningshastighet (intrinsic dissolution) och biotillgänglighet.

## Framställning
Det finns flera sätt att framställa samkristaller och de passar olika bra till olika kristaller. I vissa fall kan olika metoder tillämpade på samma material resultera i olika kristaller men ofta erhålls samma form oavsett metod. Ett sätt att framställa samkristaller är att låta en lösning av stökiometriska mängder av de önskade komponenterna långsamt indunsta. Andra sätt är sublimering, kristalltillväxt från en smälta eller malning av två eller flera fasta komponenter i en kulkvarn.

## Samkristaller och salter
Många samkristaller innehåller komponenter som har möjlighet att avge eller ta emot protoner vilket skulle innebära att ett salt skulle kunna bildas. De vätebindningar som ofta utgör en viktig komponent i de sammanhållande krafterna i en samkristall kan vara mer eller mindre utvecklade mot en överföring av en proton. I själva verket har det slagits fast att i sådana fall är gränsdragningen mellan samkristall och salt inte strikt utan de två formerna utgör vardera ytterligheten på ett kontinuum mellan ingen protonöverföring och fullständig överföring.

## Läkemedel och samkristaller
Intresset inom läkemedelsindustrin för samkristaller har varit betydande under ett antal år, även om det är först under senare tid som forskningen tagit riktig fart.  Exempel på godkända läkemedel som är samkristaller är svåra att finna, medan olika salter är mycket vanliga. Kanske kan det förklaras av en osäkerhet hos läkemedelsindustrin hur de regulatoriska myndigheterna kommer att bedöma en ansökan om godkännade av en samkristall. Nyligen har dock riktlinjer om hur myndigheterna ser på samkristaller publicerats av både amerikanska FDA och den Europeiska läkemedelsmyndigheten (EMA).
Strukturen av den aktiva substansen hos ett läkemedel måste utformas för att ge den avsedda biologiska effekten när den väl har tagits upp i kroppen. Det är dock inte självklart att den i detta avseende bästa strukturen har optimala egenskaper ur andra aspekter såsom stabilitet, möjlighet att göra tabletter av eller biotillgänglighet. Traditionellt har man då undersökt möjligheten att bilda något lämpligt salt med förbättrade egenskaper. Denna möjlighet har dock sina begränsningar i och med att inte alla aktiva substanser har joniserbara funktionella grupper som kan bilda salter. Dessutom är antalet tillgängliga icke-toxiska motjoner som kan användas relativt begränsat. Med samkristaller öppnar sig möjligheten att framställa kristallina former även av aktiva substanser utan möjlighet till saltbildning och dessutom ökar möjligheten till variation mångfaldigt i och med att antalet tillgängliga substanser som kan lämpa sig för bildning av samkristaller är mycket stort.
Även om exemplen på godkända läkemedel med samkristaller är svåra att hitta, så saknas det inte exempel i den vetenskapliga litteraturen som visar på möjligheten att förbättra ett läkemedels egenskaper:
- Karbamazepin är ett viktigt antiepileptiskt läkemedel som varit känt i decennier. Det uppvisar trots sin enkla struktur ett komplext mönster av fasta former såsom fyra vattenfria polymorfa former, ett dihydrat, ett acetonsolvat och två olika ammoniumsalter. En samkristall med sackarin har framställts med klart förbättrade frisättningsegenskaper, hållbarhet som suspension samt farmakokinetik hos hund.

- Fluoxetin är ett välkänt antidepressivt läkemedel som har använts i form av sitt hydrokloridsalt. Genom att med evaporationsteknik bilda samkristaller av fluoxetinhydrokloridsaltet och olika syror såsom bärnstensyra, fumarsyra och bensoesyra kunde man på ett kraftfullt sätt styra löslighetsprofilen.

- Itrakonazol är ett medel mot svampinfektion som i sig är mycket svårlösligt. För att erhålla en oral biotillgänglighet har man tvingats formulera den som en amorf ytbeläggning på sockersfärer som fylls i kapslar. För att kunna ge det oralt i flytande form tvingas man formulera den med hydroxipropyl-β-cyklodextrin. Genom att bilda samkristaller med olika dikarboxylsyror har man kunnat förbättra lösligheten utan att t.ex. försämra stabiliteten.

- Sildenafil i form av ett citratsalt har använts för olika tillstånd som ateriell pulmonell hypertension, hjärtsvikt, ateroskleros m.m, men är mest känd för behandling av manlig erektil dysfunktion under varumärket Viagra. I studier har man visat att sildenafil i samkristaller med acetylsalicylsyra har väsentligt förbättrade frisättningsegenskaper.